# Wilhelm Wacek

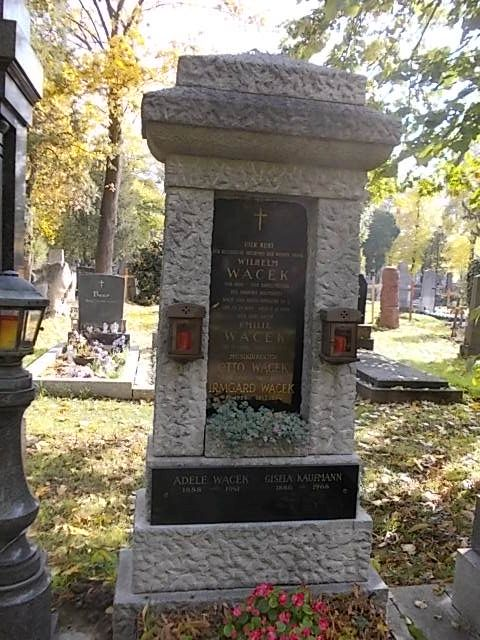
Wilhelm Waceks Grabstätte

Wilhelm Wacek (* 28. Oktober 1864 in Sobeslau/Böhmen; † 17. Dezember 1944 in Wien) war ein Militärkapellmeister und Komponist.
Der Sohn des Lehrers und Chorleiters Ignatz Wacek (1830–1898) studierte von 1879 bis 1882 am Prager Konservatorium (Violine bei Anton Bennewitz, Theorie bei Josef Bohuslav Foerster). Von 1883 bis 1886 Violinist beim IR Nr. 73, von 1886 bis 1894 Stadtmusikdirektor in Brixen. Wacek übernahm 1894 als Nachfolger von Carl Michael Ziehrer die Musikkapelle des IR,s Nr. 4 "Hoch- und Deutschmeister", die er – auch auf Auslandstourneen (z. B. 1910 anlässlich der Weltausstellung in Buenos Aires, auf Kosten des Industriellen Arthur Krupp) und bei zahlreichen populären Konzerten – bis 1918 erfolgreich leitete ("Philharmoniker in Uniform"). Nach dem Ersten Weltkrieg initiierte er als Nachfolgeensemble das Berufsorchester der sogenannten Original Hoch- und Deutschmeister, das aber bald von Julius Herrmann geleitet wurde.
Er wurde auf dem Wiener Zentralfriedhof (69B-10) beerdigt.